# BCL11A
Le BCL11A (pour « B-cell lymphoma/leukemia 11A ») est un facteur de transcription dont le gène est BCL11A situé sur le chromosome 2 humain.

## Rôles
Il augmente l'activité des Bcl-2, BCL2-xL et MDM2, et par ce biais, est un inhibiteur du P53.
Il inhibe la production d'hémoglobine fœtale et stimule la prolifération des lymphocytes ainsi que des cellules dendritiques plasmacytoïdes.

## En médecine
La délétion du gène est responsable d'un syndrome associant la persistance d'un taux élevé d'hémoglobine fœtale ainsi que des troubles du spectre autistique.
Une mutation du gène est associée avec un risque plus important de schizophrénie ou de trouble du déficit de l'attention avec ou sans hyperactivité.
L'inhibition du gène permet une augmentation de l'hémoglobine foetale et peut constituer ainsi une voie de traitement pour la drépanocytose ou la bêta-thalassémie.